# 華魁
『華魁』（おいらん）は1983年製作の日本映画。谷崎潤一郎の短編小説『人面疽』を原作としている。

## 概要
『白日夢』（1981年）で大きな反響を受けた武智鉄二が、『白日夢』同様に谷崎潤一郎の小説を題材に、自ら脚本と監督を務めた。本作の原作となっている『人面疽』は、戦前の文芸雑誌『新小説』で谷崎が発表した怪奇風味の短編小説である。
小説『人面疽』は、アメリカ帰りの女優・歌川百合枝が、自分が出演した映画が新宿や渋谷で上映されている噂を耳にする導入で始まる。そのフィルムで百合枝は菖蒲（あやめ）太夫なる花魁を演じているそうだが、彼女自身はそんな映画に出演した覚えがない。その映画の内容は――菖蒲太夫は恋仲の男性と駆け落ちを図り、彼女を慕う乞食の協力を得て足抜け（脱走）に成功するも、逃亡先で右ひざに死んだ乞食の顔が浮かんで菖蒲太夫を苦しめるというもの。この『人面疽』内で描かれる、菖蒲太夫関連の物語部分だけを抽出、脚色して映画化したのが本作『華魁』である。

## ストーリー
明治中期、長崎の遊郭で働く菖蒲太夫は、揚羽太夫と人気を二分する売れっ子の華魁だった。菖蒲太夫は猥褻な絵草紙を売り歩いている喜助と相思相愛で、いつも性愛に耽っている。ある日、美しい肌の女を求めて歩く刺青師の清吉は、女郎の美代野に魅了され、薬品を嗅がせて気絶した彼女の背中に大きな蜘蛛の彫り物をする。刺青の仕上げに身体に湯を浴びせようと店の女風呂へ連れて行くと、興奮した美代野は清吉を相手に性交を始めた。その行為の最中、浴室に入ってきた菖蒲太夫の裸を目にした清吉は、彼女の美しい肌に魅入られる。美代野は見事な彫り物が評判となり、地獄太夫と呼ばれる華魁に出世した。清吉は日を改めて菖蒲太夫に接触し、眠らせた彼女に刺青を施そうとするが、店の者に見つかって失敗する。
清吉は猥褻な絵草紙を売っていたことが見つかり、警察に追われる身となっていた。菖蒲太夫は外国船の機関士バブとの接客中に、喜助と自分をアメリカ行きの船に密航させてもらうよう話をつける。しかし足抜けを実行する夜、暴漢たちを雇った清吉が立ちはだかり、喜助は殺害されて菖蒲太夫も膝に怪我を負う。暴漢たちに犯されそうな菖蒲太夫は、警官が駆け付けたことで助かり、単身で貨物船に密航。しかし船が行きついた先はアメリカならぬ長崎で、バブは最初から菖蒲太夫をチャブ屋に売り渡していたのだ。横浜にある外国人向けの娼館でアヤメと名乗って働くようになった菖蒲太夫だったが、いざ性行為を始めようとすると、死んだ喜助の顔が膝の傷跡に浮かび、それを恐れた客たちは遠ざかって行った。このままでは仕事が出来ないアヤメが、喜助以外の誰とも決して添い遂げたりしないと説得すると、膝の人面疽は消えて行った。
そんなある時、アメリカの富豪ジョージに見初められたアヤメは、デートを重ね、店外でもセックスを続けるうちにジョージから求婚される。彼を愛していたアヤメは厚意を受け入れ、神父の前で挙式した2人は新婚初夜にセックスを始めようとする。ジョージが全裸のアヤメにペニスを挿入しようとしたその時、彼女の股間に浮かんだ喜助の人面疽は、ペニスの先に噛みついた。誰とも結婚しないという約束を彼女が破ったため、怨霊と化して現れたのだ。アヤメの叫びに応じて駆け付けた神父が人面疽にロザリオを叩きつけると、喜助の口はペニスを離すものの、ロザリオの珠と十字架を噛み砕いてしまう。さらに人面疽は、神父の顔に向かって白い液体を吐きつけた。この男の霊は異教徒だから、キリスト教の祈りは通じないというアヤメは、自分に任せて欲しいと神父に頼んだ。
アヤメは喜助の人面疽に向かって、死がジョージと私を引き離したら、あの世できっとあなたと夫婦になるから待っていて欲しいと涙を流して語りかける。人面疽は静かに消えて行き、アヤメの性器は元に戻った。セックスを再開しようと別室に逃げていたジョージを呼び戻すアヤメだったが、先ほどの恐怖心とショックから、男根が勃たなくなったジョージは無言で首を振る。四十八手の性技が描かれた絵草紙を思い出したアヤメは、彼の萎えたペニスを口に含んだ。シックスナインの体制でアヤメの性器を舐め続け、懸命な口淫を受けていたジョージはようやく勃起。硬くなったペニスが膣の奥深くに入ってきたアヤメは、歓喜の叫び声をあげる。2人の激しいセックスは続き、ジョージは遂にアヤメの中で射精を始める。彼が果てたのを感じたアヤメもまた、幸福と満足感に包まれて目を閉じ、心の中で喜助に感謝の言葉を告げるのだった。

## キャスト
- 菖蒲太夫 - 親王塚貴子
- 喜助 - 真柴さとし
- 美代野 - 夕崎碧
- 清吉 - 伊藤高
- 八兵衛 - 殿山泰司
- お辰 - 桜 むつ子
- 揚羽太夫 - 川口小枝
- ジョージ・モーガン - アラン・ケラー[注 2]
- エド - エドワード・スミス[注 3]
- バブ - ウイリアム・ウオール[注 4]
- 神父 - D・S・ローゼンバーグ
- 鳴門 - 梓 こずえ
- 山吹 - 明日香浄子
- 千代春 - 宮原昭子
- 菊野 - 松原レイ
- 里繁 - 響 恭子
- 小菊 - 酒井しず
- 小雪 - 矢生有里

## スタッフ
- 監督、脚本 - 武智鉄二
- 原作 - 谷崎潤一郎 [5]
- 企画 - 矢野潤
- 製作 - 小川益生、前野有行
- 撮影 - 高田昭
- 美術 - 小沢秀高、小林巧
- 音楽 - 宮下伸
- 録音 - 辻井一郎
- 照明 - 田口政広
- 編集 - 内田純子
- 助監督 - 荒井俊昭
- スチール - 原栄三郎
- 記録 - 森田溶子
- メイク - 染谷誠
- 刺青 - 霞涼二
- 視覚効果 - デン・フィルム・エフェクト
- 題字 - 金子真理
- 配給 - 富士映画

## 製作
本作は海外出資の大作映画として矢野潤と小川益生の共同企画で3年前から動いていが、数10億円の出資話が立ち消えとなり、変遷を繰り返しながら富士映画配給で製作されることになった。武智鉄二監督の『白日夢』のヒットを受け、ハードコア大作として立ち上げた本作の主演には、当時20代半ばの堀川まゆみが決まっていた。「ヌードと本番シーンがあるけど大丈夫か？」と所属事務所から確認された堀川は軽い気持ちで承諾し、製作発表記者会見にも出席したが、撮影直前になって降板を申し出た。打ち合わせ時に“本番”というのは、カメラの前で共演の男性と性交を実演する意味だと初めて理解したためである。
撮影直前で主役不在になり、危うく頓挫しかけた『華魁』は、映画出演経験が全くなかった新人の親王塚貴子を主演に迎えてクランクインした。土壇場で映画の主演を降板して多方面に迷惑をかけた堀川は、芸能活動が困難となり、女優業を休止した。本番ありを理解して出演を決めた親王塚はスポーツ新聞紙で「特攻隊の気分です。どうなることかしら」とコメントしている。

## キャスティング
「遊女の世界を描くのなら、セックス描写は必須だ」とする武智の意見に基づき、オーディションで新人を選出することになった。新人女優公募の反響は大きく、ほぼ全裸の写真が貼られた自薦他薦の応募書類が小川益生プロデューサーのデスクに山積みになった。1ヵ月余りの間に集まった300人の応募者から30数名を絞り込んで選考が始まり、1982年5月15日の読売新聞夕刊に女優9人の公開オーディションが報じられた。
“本番映画”として話題を集めた武智監督の前作に倣い、本作も現場で実際の性交を撮影する前提で女優が選出された。前述の親王塚貴子の他に、松原レイ、梓 こずえ、夕崎碧など、にっかつや大蔵映画、東活のピンク映画に出演歴のある女優から、武智の内弟子の矢生有里、親王塚と同じく映画経験が全くない新人・明日香浄子、響 恭子、酒井しず、宮原昭子らが”華魁九人衆“として売り出された。

## 撮影
映画評論家の村井實によると、『白日夢』に比べ「規模といい、内容といい、前作を遥かに超える作品」とのことで、製作費3億円、撮影日数1カ月半で作られた本作冒頭ではオーディションに合格した新人女優たちが遊女に扮してセックスを行なった。出演が決まってからも、カメラの前でセックスをすることに「眠れないほど悩んだ」と話す松原レイの相手役は、60年代からピンク映画で活躍していた久保新二が演じるご隠居。明日香浄子の相手役は久保の弟子という池之端重世だったが、久保は亀頭の下に真珠を3個、池之端は2個埋め込んでいたため、松原も明日香も快感を得るどころではなく、痛みしか感じなかった。明日香は当日が危険日だと告げていたにも関わらず、性交を終える時に池之端が中で射精したため、「あたし、みじめな気持ちでしたね」と撮影後に話した。響 恭子も「本番ファックの決心がつくまで3か月間悩みました」と語っている。
夕崎碧は清吉役の伊藤高とセックスすることになっていたが、伊藤の方に問題があって、一時は「挿入しているふりだけで演技を」という案も出た。性交中の伊藤の身体に、夕崎の刺青の色が写ってしまうアクシデントもあり、その度に手直しをしたため良い状態で撮影が進まなかった。しかし夕崎が「大きさには恵まれていた」と言うように巨根の伊藤にそのことを伝えると、伊藤は「とんでもない…」と謙遜した。
親王塚も喜助役の真柴さとし、ジョージ役のアメリカ人アラン・ケラーの陰茎を挿入し、演技ではない性交を行なっている。愛染恭子は『白日夢』の撮影で、膣口から精液が溢れ出るカットを撮るために膣内射精までやりきったと証言したが、『華魁』にはそういったカットを要しないにも関わらず、親王塚は共演男性の射精を膣内に受け入れた。撮影後の感想を訊かれた親王塚は「中に（精液が）入ってくる時、真柴さんは緩やかにふわっとした綿菓子みたいだったけど、アランは頭の先まで来るほど一気に広がる感じ」と、アメリカ人の膣内射精は量も勢いも凄かったと赤裸々な話をした。
親王塚は本番女優のレッテルを貼られるのを嫌がり、本作以降は類似の仕事を請けてない。『華魁』公開後もテレビドラマや映画に出演したが、その芸能活動はわずか2年ほどに留まった。武智は「せめてヘア解禁を勝ち取り、“性の後進国”のレッテルだけは外したい」と意気込んでいたが、映倫の審査で陰毛や性器が見えるカットのボカシ処理は約93か所に及び、解禁には程遠い結果に終わっている。